# Opticris
Opticris este o companie românească ce oferă produse și servicii de optică medicală.
Compania a fost înființată în 1993 la Cluj-Napoca, de soții Elena și Cornel Cristescu, iar astăzi cuprinde o rețea de 23 de magazine în 11 orașe din România: 7 magazine în Cluj-Napoca, 6 în București, 2 în Târgu-Mureș, și câte unul în Oradea, Arad, Timișoara, Ploiești, Brașov, Constanța, Iași și Bacău.
Opticris face parte din Grupul Cris, care deține singura fabrică de rame de ochelari din România, realizate sub brandul CRIS. Brandul Cris este comercializat atât in România, cât și în export, în Ungaria și alte țări din Europa.
În prezent, Opticris este lider de piață în România în domeniul opticii medicale.

## Istoric
Grupul Cris provine dintr-o fabrică de rame pentru ochelari înființată în 1947 de Niculae Cristescu, tatăl lui Cornel Cristescu. Până în 1993, i s-au adăugat și alte trei ramuri: import, distribuție și retail de produse de optică medicală. Primele ateliere au fost deschise înainte de 1989 și producția a început într-o fabrică din Cluj.
Niculae Cristescu a inventat prima mașină de balamale de ochelari, în anul 1947, și a produs în România primele balamale pentru ochelari. În 1974 a început producția de rame prin pantografiere, iar în 1976 prin injecție manuală și semiautomată. Prima serie de ochelari prin injecție a fost realizată de către Cornel Cristescu în 1976.
Grupul Cris activează pe 3 divizii: producție de rame de ochelari sub brandul Cris, distribuție de rame de ochelari și retail în 23 de centre de optică medicală ce conțin cabinet medical, laborator de prelucrare și un magazin propriu-zis de vânzare și preluare comenzi.
În 2008, compania deținea 18 magazine, dintre care 8 deschise în anul respectiv – în Brașov, Bacău, Alba-Iulia, București, Cluj-Napoca (2 magazine) și Târgu-Mureș (2 magazine), cu o investiție de 3 milioane de euro.
În 2010, rețeaua a ajuns la 19 magazine, în orașele Cluj, București, Târgu Mureș, Brașov, Constanța și Bacău și la un număr de 160 de angajați.
În 2013, compania a investit 2 milioane de euro în extinderea rețelei, ultimul magazin deschis fiind în București, pe Bulevardul Magheru, în incinta magazinului Eva.

## Produse și servicii
Brand-ul Cris este produs în România, în fabrica din Cluj-Napoca. În 2010, capacitatea anuală de producție era de peste 300.000 de rame pentru ochelarii de vedere, vânduți în România, în Ungaria și în alte țări din Europa sub marca Cris, cu colecțiile aferente, Cris Basic, Cris Elite, Cris Junior și Opticris.
Opticris este de 16 ani reprezentantul liderului mondial Luxottica în România.
Printre brand-urile comercializate se numără Bvlgari, Burberry, Chanel, Tiffany,  Dolce & Gabbana, Armani, Luxottica, Prada, Miu Miu, Persol, Polo Ralph Lauren, Polo, Ray-Ban, Versace, Oakley, Vogue.

## Date financiare
Piața românească de optică medicală valorează 40 milioane de euro, iar peste 90% din produsele comercializate sunt din import. Primii 7 jucători controlează o treime din piață, care are o creștere anuală de aproximativ 30%.
Față de 2007, în 2008, rețeaua Opticris s-a dublat, iar investiția a fost de 4 milioane de euro. Dezvoltarea s-a făcut doar din rulaj propriu, fără credite, fapt  care a contribuit la soliditatea companiei.
Investiția medie pentru deschiderea unui magazin Opticris este de 400.000 de euro, iar banii sunt asigurați din resurse proprii companiei.
În 2007, compania a avut o cifră de afaceri de aproximativ 10 milioane de euro, în creștere cu 20% față de valoarea înregistrată în 2006.
Compania a încheiat anul 2008 cu o cifră de afaceri de 12 milioane de euro, în timp ce producția locală de rame era de 500.000 de bucăți pe an.
În 2009, investițiile în rețeaua Opticris au fost de 2 milioane de euro și au fost direcționate spre îmbunătățirea tehnologiilor de producție pentru brand-ul Cris și deschiderea de noi magazine.